# Sello del presidente de los Estados Unidos
El sello del presidente de los Estados Unidos (en inglés: seal of the president of the United States) es su símbolo y escudo de armas oficial. Se utiliza para estampar los documentos que emanan del presidente, como la correspondencia con el Congreso de los Estados Unidos, así como para identificar todos aquellos elementos que tengan relación con la presidencia, como la bandera presidencial, los vehículos que utiliza (Air Force One, Marine One y Cadillac One) o incluso ciertas prendas de ropa, entre otros. El diseño está basado en el gran sello de los Estados Unidos.
Antes de definir el uso del sello por ley, este se venía utilizando de acuerdo a una arraigada costumbre, cuyo origen es una incógnita. El diseño básico del actual sello se realizó durante la presidencia de Rutherford B. Hayes, quien fue el primero en usarlo como membrete en las invitaciones de la Casa Blanca, en 1877. El diseño tal y como se conoce actualmente data de 1945, cuando el presidente Harry S. Truman lo definió mediante una orden ejecutiva. Los únicos cambios que ha sufrido desde ese momento ocurrieron en 1959 y 1960, cuando se le añadieron las estrellas números 49 y 50, las cuales representaban los nuevos estados de Alaska y Hawái, respectivamente.

## Diseño y simbolismo
El sello actual fue definido en la orden ejecutiva 10860, firmada por el presidente Dwight D. Eisenhower el 5 de febrero de 1960, que entró en vigor el 4 de julio del mismo año. La orden expone lo siguiente:

El escudo de armas del presidente de los Estados Unidos deberá tener el siguiente diseño:
ESCUDO: En palo, trece bastones de plata y gules, con el jefe de azur sobre el pecho de un águila americana, con las alas extendidas, sosteniendo en su pata diestra una rama de olivo, en su siniestra un haz de trece flechas y en su pico una cinta con la inscripción "E pluribus unum" en sable.
CIMERA: Por detrás y sobre el águila, un halo de gloria radiante de oro, sobre el cual aparece un arco de trece nubes hinchadas al natural y una constelación de trece estrellas de plata.
El conjunto está rodeado por estrellas blancas dispuestas en forma de anillo, con una punta de cada estrella hacia el exterior de unas líneas imaginarias que irradian desde el centro, el número de estrellas será el mismo que el número de estrellas de la unión en la bandera de los Estados Unidos como establece el capítulo 1 del título 4 del Código de los Estados Unidos.

El sello del presidente de los Estados Unidos estará compuesto por el escudo de armas rodeado por las palabras "Sello del presidente de los Estados Unidos".

El blasón es básicamente el mismo que en el anverso del gran sello de los Estados Unidos, tal y como fue definido en 1782, aunque con algunos colores específicos y una disposición diferente de las estrellas, nubes y el halo, como se ve en las versiones modernas del gran sello. El único elemento distintivo es el anillo de 50 estrellas, que representan los 50 estados.

### Simbolismo
El significado del gran sello:
- Las barras en el escudo representan las trece colonias originales, unidas en una nación. El lema, "E pluribus unum" ("de muchos, uno") evoca el mismo concepto.
- El arco de trece nubes y las trece estrellas también representan a las trece colonias.
- La rama de olivo y las flechas indican los poderes de paz y guerra.

## Usos

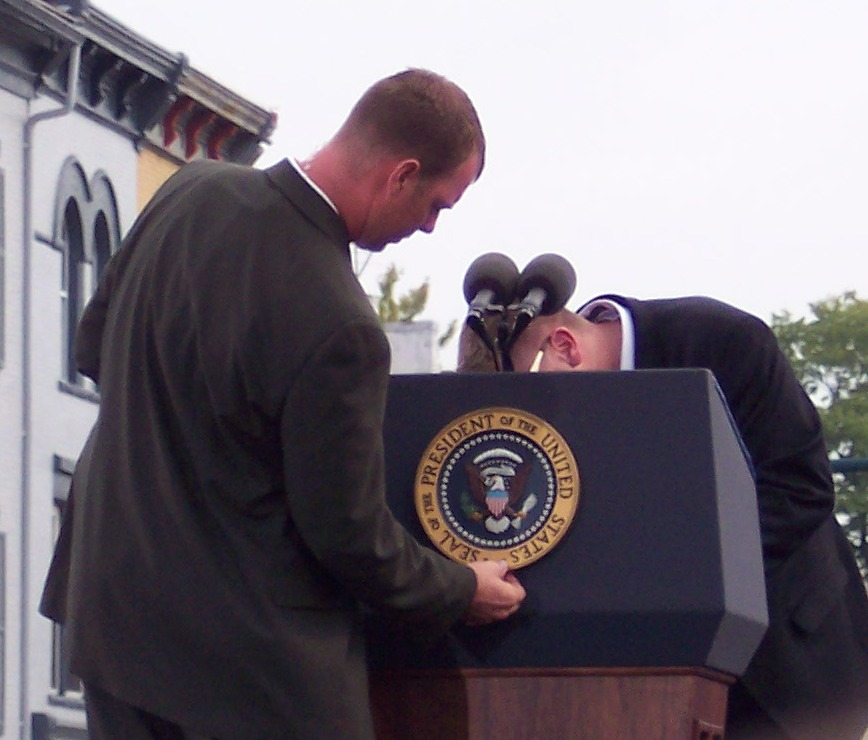
Un miembro de la Agencia de Comunicaciones de la Casa Blanca (WHCA) coloca el sello en el atril presidencial.

El actual sello solo se utiliza en la correspondencia del presidente al Congreso de los Estados Unidos, cerrando los sobres con sellos de cera. Este ha sido el principal uso a lo largo de toda la historia del sello, aunque se utilizó de manera aislada para la correspondencia con otros miembros del gobierno. Los documentos firmados por el presidente cuando representa a la nación son, en cambio, sellados con el gran sello de los Estados Unidos.
Estrictamente hablando, el sello de metal utilizado en la Casa Blanca es el único sello real de que dispone el presidente (las otras versiones son técnicamente "facsímiles"). La Oficina de Grabado e Impresión tiene otras matrices, utilizadas para producir estos facsímiles en documentos, papelería y en las invitaciones para acudir a actos relacionados con la Casa Blanca. Estas otras versiones del sello se utilizan a menudo como el símbolo visual que representa al presidente y se suele observar:
- en documentos de la Casa Blanca (las palabras Sello del Presidente de los Estados Unidos no se usan en este caso)
- sobre el podio, en las conferencias de prensa presidenciales;
- a los lados de los transportes presidenciales: Air Force One, Marine One y la limusina presidencial;
- en el centro del techo en el Despacho Oval de la Casa Blanca;
- colocada en el balcón del pórtico sur de la Casa Blanca durante una ceremonia de bienvenida del Estado.

El escudo de armas de la Presidencia (el símbolo central del sello, es decir, sin el anillo dorado con la leyenda "SEAL OF THE PRESIDENT OF THE UNITED STATES") tiene un uso mayor. Aparece: 
- sobre el estandarte presidencial;

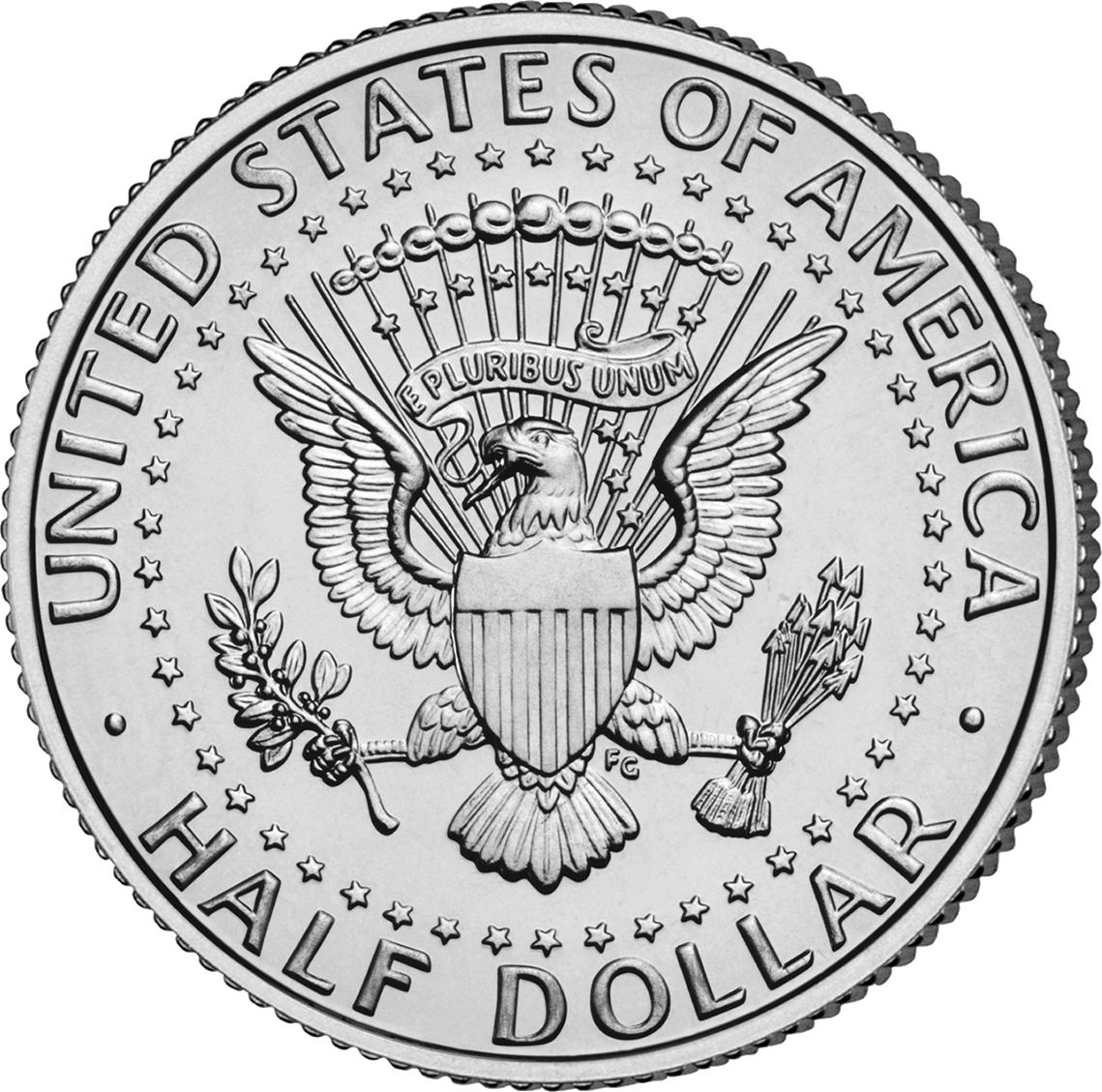
Reverso de una moneda de medio dólar de Kennedy, 1964-1975, 1977-actualmente

- en el reverso de la moneda de medio dólar de Kennedy (rodeado por "los Estados Unidos de América" en la parte superior y "medio dólar" en la parte inferior). Para el bicentenario de los Estados Unidos, se utilizó una representación del Independence Hall en el reverso de la moneda. El sello regresó a partir de 1977;
- en el centro de la icónica alfombra ovalada en el Despacho Oval de la Casa Blanca (cada presidente suele solicitar un diseño específico, pero la mayoría de las alfombras desde el presidente Truman han utilizado el escudo de armas[1]);
- en el escritorio Resolute, aunque en esta representación el águila mira hacia su izquierda, donde sujeta el haz de flechas.
- el escudo de armas se incorpora a la insignia de Servicio Presidencial de EE. UU., entregada al personal militar;
- grabado en oro, en muchas versiones de las vajillas presidenciales, como la de Woodrow Wilson o la de Ronald Reagan, que se utilizan a menudo en las cenas de estado en la Casa Blanca.